# NGC 5207
NGC 5207 ist eine 13,6 mag helle Balken-Spiralgalaxie vom Hubble-Typ SBb im Sternbild Jungfrau auf der Ekliptik. Sie ist schätzungsweise 341 Millionen Lichtjahre von der Milchstraße entfernt und hat einen Durchmesser von etwa 175.000 Lichtjahren.
Im selben Himmelsareal befinden sich u. a. die Galaxien NGC 5185, NGC 5221, NGC 5222, NGC 5226.
Das Objekt wurde am 19. März 1787 von Wilhelm Herschel mit einem 18,7-Zoll-Spiegelteleskop entdeckt, der sie dabei mit „vF, S, lE, just sf a star“ beschrieb.